# Kempley
Kempley – wieś i civil parish w Anglii, w hrabstwie Gloucestershire, w dystrykcie Forest of Dean. Leży 21 km na północny zachód od miasta Gloucester i 171 km na zachód od Londynu. W 2011 roku civil parish liczyła 280 mieszkańców. Kempley jest wspomniana w Domesday Book (1086) jako Chenepelei.